# Îles Wauwermans
Pour les articles homonymes, voir Wauwermans.
Les îles Wauwermans  forment un groupe de petites îles enneigées à l'altitude peu élevée à l'extrême-nord de l'archipel Wilhelm.
Découverte par une expédition allemande dirigée par Eduard Dallmann en 1873-1874, elles furent cartographiées par l'expédition antarctique belge de 1897–99, commandée par Gerlache. Elles sont nommées en l'honneur de lieutenant-général Henri Emmanuel Wauwermans, président de Société royale belge de géographie, société qui organisa une souscription publique pour financer cette expédition.